# Rafael Casero
Rafael Casero Moreno (Valencia; 9 de octubre de 1976) es un ex ciclista profesional español.
Hoy en día es director del equipo UCI continental Team Electro Hiper Europa
Su hermano mayor, Ángel Luis, también fue un ciclista profesional destacado: ganador de la Vuelta ciclista a España 2001 y Campeón de España 1998 y 1999.

## Biografía
Rafael Casero debutó como profesional en 2000 de la mano del equipo Festina donde su hermano era uno de los jefes de filas.
Su mayor éxito como profesional fue la medalla de plata en el Campeonato de España de ciclismo en ruta conseguida en 2003, en Alcobendas, ganado por Rubén Plaza.

## Palmarés
2003
- 1 etapa de la Vuelta a la Comunidad Valenciana
- 2.º en el Campeonato de España en Ruta

## Resultados en lasGrandes Vueltas

### Vuelta a España
- 2000: 119.º
- 2001: 123.º
- 2002: 40.º
- 2003: 86.º
- 2004: 75.º
- 2005: 51.º

## Equipos
- Festina (2000-2001)
- Jazztel-Costa de Almería (2002)
- Paternina-Costa de Almería (2003)
- Saunier Duval-Prodir (2004-2005)
- 3 Molinos Resort (2006)